# 小行星2660
小行星2660（2660 Wasserman）是一颗围绕太阳公转的小行星。1982年3月21日，愛德華·鮑威爾在可可尼诺县发现了此天体。
該小行星以美國天文學家勞倫斯·H·瓦瑟曼（Lawrence H. Wasserman）命名。
这颗小行星的绝对星等为86.16908等。